# Bound for Glory (2016)
Bound for Glory 2016 fue la duodécima edición de Bound for Glory, un evento pago por visión de lucha libre profesional producido por la Total Nonstop Action Wrestling (TNA). Tuvo lugar el 2 de octubre de 2016 en el Impact Zone de Orlando, Florida.

## Antecedentes
El 8 de julio, TNA anunció que Impact Wrestling saldrá al aire a las 20:00 EST a partir del 21 de julio. Ese mismo día, comenzó el "Bound for Glory Playoff", un torneo para determinar al retador #1 por el Campeonato Mundial Peso Pesado de TNA .
En la primera ronda, Matt Hardy derrotó a James Storm, Ethan Carter III venció a Eli Drake, Drew Galloway derrotó a Bram y, Mike Bennett a Jeff Hardy. En la segunda ronda, Carter venció a Hardy mientras que Bennett venció a Galloway. En la final, Carter derrotó a Bennett, siendo retador #1 por el Campeonato Mundial Pesado de TNA contra Bobby Lashley.

El 13 de agosto de 2016 en Impact Wrestling, el presidente de TNA Billy Corgan anunció que el Campeonato del Rey de la Montaña de TNA sería desactivado a favor del Campeonato Mundial Pesado de TNA que es de Bobby Lashley. Corgan también anunció un torneo entre ocho luchadores donde el ganador, sería el campeón inaugural del Gran Campeonato de TNA, en un formato de sistema de eliminación directa con reglas distintas a las convencionales. Las nuevas normas constarán de tres rondas de tiempo, con un equipo de jueces para otorgar la victoria sobre la base de puntos, si no hay un ganador a través de pinfall o sumisión dentro el límite de tiempo. Al final, Drew Galloway y Aron Rex se enfrentarían por el inaugural Gran Campeonato de TNA.
|  | Cuartos de final | Cuartos de final | Cuartos de final |               |     | Semifinales | Semifinales   | Semifinales |  |  | Final | Final | Final |  |
|  |                  |                  |                  |               |     |             |               |             |  |  |       |       |       |  |
|  |                  |                  |                  |               |     |             |               |             |  |  |       |       |       |  |
|  | Braxton Sutter   |                  |                  |               |     |             |               |             |  |  |       |       |       |  |
|  |                  |                  |                  |               |     |             |               |             |  |  |       |       |       |  |
|  | Drew Galloway    | Drew Galloway    | Su               |               |     |             |               |             |  |  |       |       |       |  |
|  | Drew Galloway    | Drew Galloway    | Su               | Drew Galloway |     |             |               |             |  |  |       |       |       |  |
|  |                  |                  |                  |               |     |             |               |             |  |  |       |       |       |  |
|  |                  |                  | Eddie Edwards    | Eddie Edwards | Pun |             |               |             |  |  |       |       |       |  |
|  | Mahabali Shera   |                  | Eddie Edwards    | Eddie Edwards | Pun |             |               |             |  |  |       |       |       |  |
|  |                  |                  |                  |               |     |             |               |             |  |  |       |       |       |  |
|  | Eddie Edwards    | Eddie Edwards    | Su               |               |     |             |               |             |  |  |       |       |       |  |
|  | Eddie Edwards    | Eddie Edwards    | Su               |               |     |             | Drew Galloway |             |  |  |       |       |       |  |
|  |                  |                  |                  |               |     |             |               |             |  |  |       |       |       |  |
|  |                  |                  | Aron Rex         |               |     |             |               |             |  |  |       |       |       |  |
|  | Trevor Lee       |                  |                  |               |     |             |               |             |  |  |       |       |       |  |
|  |                  |                  |                  |               |     |             |               |             |  |  |       |       |       |  |
|  | Aron Rex         | Aron Rex         | Pin              |               |     |             |               |             |  |  |       |       |       |  |
|  | Aron Rex         | Aron Rex         | Pin              | Aron Rex      |     |             |               |             |  |  |       |       |       |  |
|  |                  |                  |                  |               |     |             |               |             |  |  |       |       |       |  |
|  |                  |                  | Eli Drake        | Eli Drake     | Pin |             |               |             |  |  |       |       |       |  |
|  | Jessie Godderz   |                  | Eli Drake        | Eli Drake     | Pin |             |               |             |  |  |       |       |       |  |
|  |                  |                  |                  |               |     |             |               |             |  |  |       |       |       |  |
|  | Eli Drake        | Eli Drake        | Pin              |               |     |             |               |             |  |  |       |       |       |  |
|  | Eli Drake        | Eli Drake        | Pin              |               |     |             |               |             |  |  |       |       |       |  |
|  |                  |                  |                  |               |     |             |               |             |  |  |       |       |       |  |

El 19 de agosto en Impact Wrestling, The Broken Hardys ganaron un Ladder Match para ser los retadores #1 por el Campeonato Mundial en Parejas de TNA.
El 15 de septiembre, Gail Kim ganó un Gautlent Match para ser la retadora #1 por el Campeonato de Knockouts de TNA contra Maria.
El 1 de septiembre en Impact Wrestling, Mike Bennett no pudo ganar el campeón Mundial Peso Pesado de TNA contra Lashley en un No Disqualification Match después de que Moose se negara a ayudarlo. Posteriormente, Moose comenzó una rivalidad con Bennett.
El 22 de septiembre en Impact Wrestling, se anunció el Bound for Gold Gauntlet Match, donde el ganador tendría una oportunidad por cualquier Campeonato de TNA.

## Resultados
- DJ Z derrotó a Trevor Lee y retuvo el Campeonato de la División X de TNA. (11:10)
  - DJ Z cubrió a Lee después de un «ZDT».
- Eli Drake ganó el Bound for Gold Gauntlet Match, ganando una oportunidad por una lucha por cualquier título de TNA. (15:19)
  - Drake eliminó finalmente a Jessie Godderz y Tyrus.
- Moose derrotó a Mike Bennett. (10:07)
  - Moose cubrió a Bennett después de un «Game Breaker».
- Aron Rex derrotó a Eddie Edwards por decisión dividida y ganó el Gran Campeonato de Impact de TNA. (15:00)
  - Rex ganó después de que dos de tres jueces le dieran la victoria.
  - Originalmente, Drew Galloway debía enfrentarse a Rex, pero fue reemplazado por Edwards debido a una lesión.
- The Broken Hardys (Broken Matt & Brother Nero) (con Rebecca Hardy) derrotaron a Decay (Abyss & Crazzy Steve) (con Rosemary) en un Great War Match y ganaron el Campeonato Mundial en Parejas de TNA. (22:45)
  - Nero cubrió a Steve después de un «Swanton Bomb» desde lo alto de una escalera sobre dos mesas.
  - Durante la lucha, Nero apareció como Itchweeed y Willow atacando a Steve.
  - Durante la lucha, Rebecca y Rosemary intervinieron a favor de sus respectivos equipos.
- Gail Kim derrotó a Maria (con Allie y Mike Bennett) y ganó el Campeonato de Knockouts de TNA. (5:22)
  - Kim cubrió a Maria después de un «Eat Defeat».
  - Durante la lucha, Bennett intervino a favor de Maria, y Allie a favor de Kim cambiando a face.
  - Después de la lucha, Cody y Brandi Rhodes hicieron su debut atacando a Maria y a Bennett.
- Lashley derrotó a Ethan Carter III en un No Holds Barred Match y retuvo el Campeonato Mundial Peso Pesado de TNA. (16:09)
  - Lashley cubrió a EC3 después de un «Spear»

## Bound for Gold Gauntlet Match: entradas y eliminaciones
| Draw | Participante   | Orden | Eliminado por  | Tiempo |
| ---- | -------------- | ----- | -------------- | ------ |
| 1    | Jessie Godderz | 9     | Eli Drake      | 15:19  |
| 2    | Rockstar Spud  | 6     | Tyrus          | 12:07  |
| 3    | Braxton Sutter | 1     | Eli Drake      | 2:06   |
| 4    | Eli Drake      | —     | Ganador        | N/A    |
| 5    | Robbie E       | 4     | Baron Dax      | 6:10   |
| 6    | Baron Dax      | 4     | Jessie Godderz | 4:25   |
| 7    | Grado          | 2     | Rockstar Spud  | 0:04   |
| 8    | Basile Baraka  | 3     | Robbie E       | 1:18   |
| 9    | Tyrus          | 8     | Eli Drake      | 4:13   |
| 10   | Mahabali Shera | 7     | Eli Drake      | 1:01   |